# Gran Casino (Cortegana)
El Gran Casino, también denominado coloquialmente como Casino de Arriba, es un edificio de carácter histórico situado en el municipio español de Cortegana, en la provincia de Huelva.

## Características
Se trata de un edificio de estudiada arquitectura y riqueza decorativa, destacando en su interior los juegos de luces generados por las coloridas vidrieras. Presenta una arquitectura de estilo ecléctico que combina líneas clasicistas y neobarrocas. Cuenta con dos plantas y con dos fachadas iguales a cada una de las calles, salvando el desnivel de la calle Maura con una tercera planta sótano que era empleada como salón de juegos; la esquina resalta mediante un chaflán.
La construcción del edificio se realizó a comienzos del siglo XX. De acuerdo con la historiadora María Dolores Lazo López, el autor del proyecto habría sido el arquitecto José María Pérez Carasa.